# Bujalance
Bujalance ist eine Gemeinde (spanisch municipio) in der andalusischen Provinz Córdoba, in der Comarca Alto Guadalquivir inmitten ausgedehnter Olivenfelder gelegen.
Der Name rührt von arabisch برج حَنَش, DMG Burǧ al-Ḥanaš, 'Natternturm' her. In lateinischen und kastilischen Quellen des 13. Jahrhunderts ist das -r- von burǧ, das über das lateinische burgus ursprünglich mit dem germanischen burg verwandt ist, noch erhalten: "Burialhanc" bzw. "Burjalhance".
Die Burg von Bujalance aus dem 10. Jahrhundert ist ein typisches Beispiel der kalifalen Wehrarchitektur.
Der Künstler Antonio Palomino, Autor kunsttheoretischer Schriften und Gestalter zahlreicher sakraler Kunstwerke bzw. Maler von Kirchenfreskos wurde 1653 in Bujalance geboren, wo er seine zehn ersten Lebensjahre verbrachte.